# Kościół św. Jana w Bremie
Kościół św. Jana w Bremie (niem. St. Johann (Bremen)) – kościół rzymskokatolicki położony na Starym Mieście w Bremie w dzielnicy Schnoor. Jest kościołem dekanalnym w strukturze organizacyjnej kościoła rzymskokatolickiego w Bremie.
Został zbudowany w XIV w. z cegieł w stylu gotyckim jako kościół klasztorny zakonu franciszkanów.

## Historia i architektura

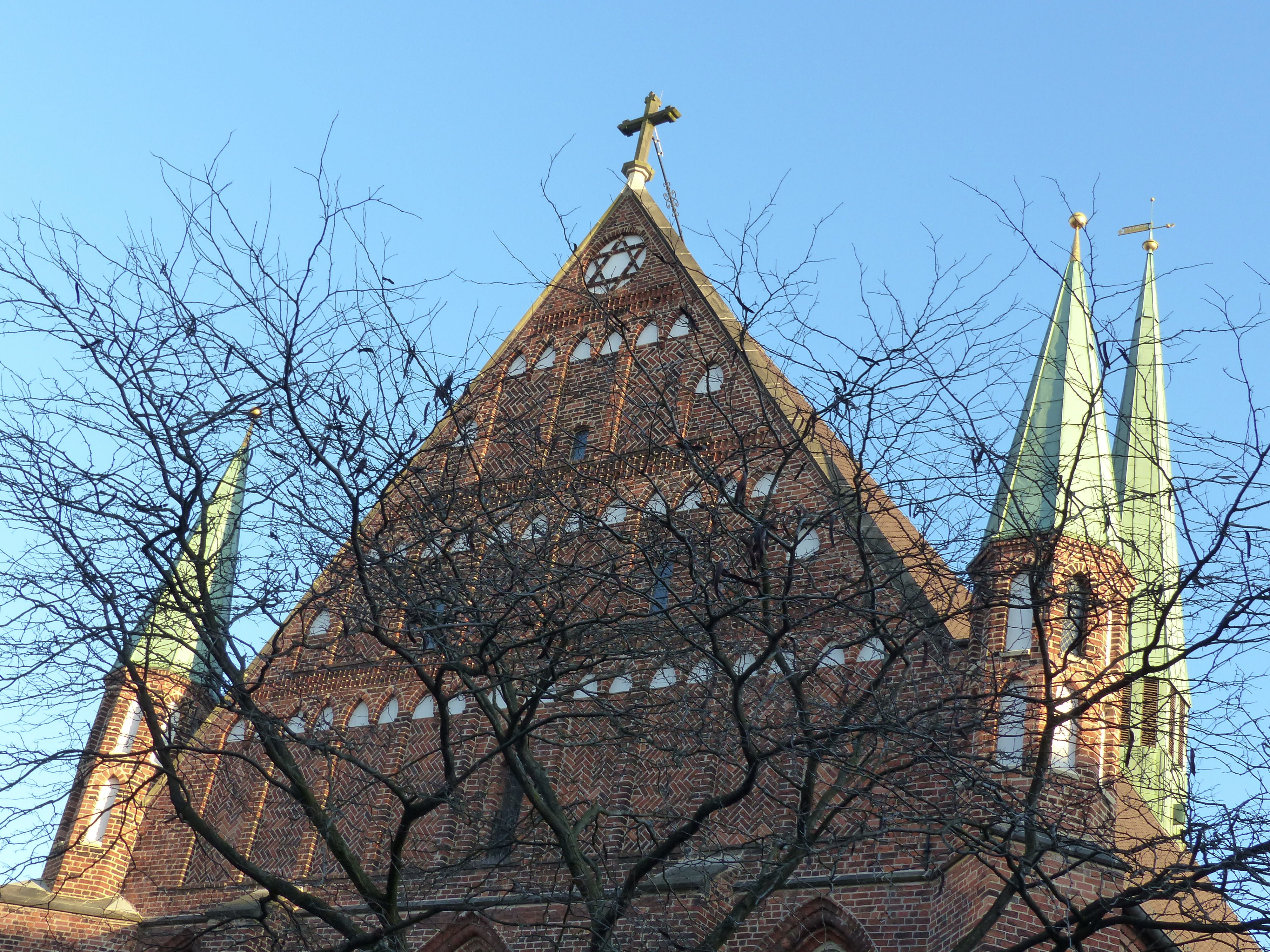
Szczyt

Na miejscu dzisiejszego kościoła, położonego na Starym Mieście w dzielnicy Schnoor, zakon franciszkanów zbudował w XIV w. bazylikę. Powstały obok klasztor rozwijał się w szybkim tempie i kościół okazał się wkrótce za mały, więc wzniesiono nowy, trzynawowy kościół halowy.
W czasie reformacji odebrano katolikom kościół; używano go następnie do różnych celów, najpierw jako kościół szpitalny a następnie przeważnie jako świątynię różnych wyznań protestanckich. Od 1801 kościół stał pusty. W 1806 wspólnota katolicka została ponownie oficjalnie uznana. Nabyła ona budynek kościoła w 1816 i poddała go restauracji. 17 października 1823 świątynia została ponownie konsekrowana jako kościół katolicki.
Poziom ulicy wokół kościoła został podniesiony o 2 m aby uniknąć zalania w wypadku powodzi; w samym kościele podniesiono posadzkę o 3 m. Przestrzeń wewnątrz uległa wyraźnemu zmniejszeniu, powstała za to obszerna piwnica.
W 1834 wyburzono znajdujący się przy kościele budynek klasztoru.
Kościół św. Jana jest dziś jedynym zachowanym kościołem klasztornym Bremy. Po wcześniejszym klasztorze dominikanów z kościołem św. Katarzyny pozostał dziś tylko ślad w nazwie pasażu handlowego Katharinenpassage w centrum miasta. Z kolei istniejący przed bramą miejską klasztor św. Pawła został zniszczony w 1546 w trakcie konfliktu zbrojnego.
Budynek kościoła św. Jana stanowi wybitne dzieło gotyku ceglanego. Wszystkie trzy nawy kościelne zostały nakryte jednym, wysokim dwuspadowym dachem. Wysoki szczyt zachodni otrzymał kunsztowną formę architektoniczną. Jest on trzykondygnacyjny, bogato dekorowany od strony ulicy ostrołukowymi blendami. W zwieńczeniu szczytu została umieszczona okrągła blenda wypełniona sześcioramienną gwiazdą. Szczyt flankowany jest dwiema wieżyczkami, zwieńczonymi spiczastymi hełmami.
Zgodnie z regułą franciszkanów kościół nigdy nie miał wieży. Na dachu zbudowano jedynie wysoką sygnaturkę.

## Wspólnota parafialna
Parafie  św. Jana i św. Elżbiety w dzielnicy Hastedt połączyły się 1 stycznia 2007 w jedną parafię. Nowa parafia nosi w dalszym ciągu wezwanie św. Jana. 

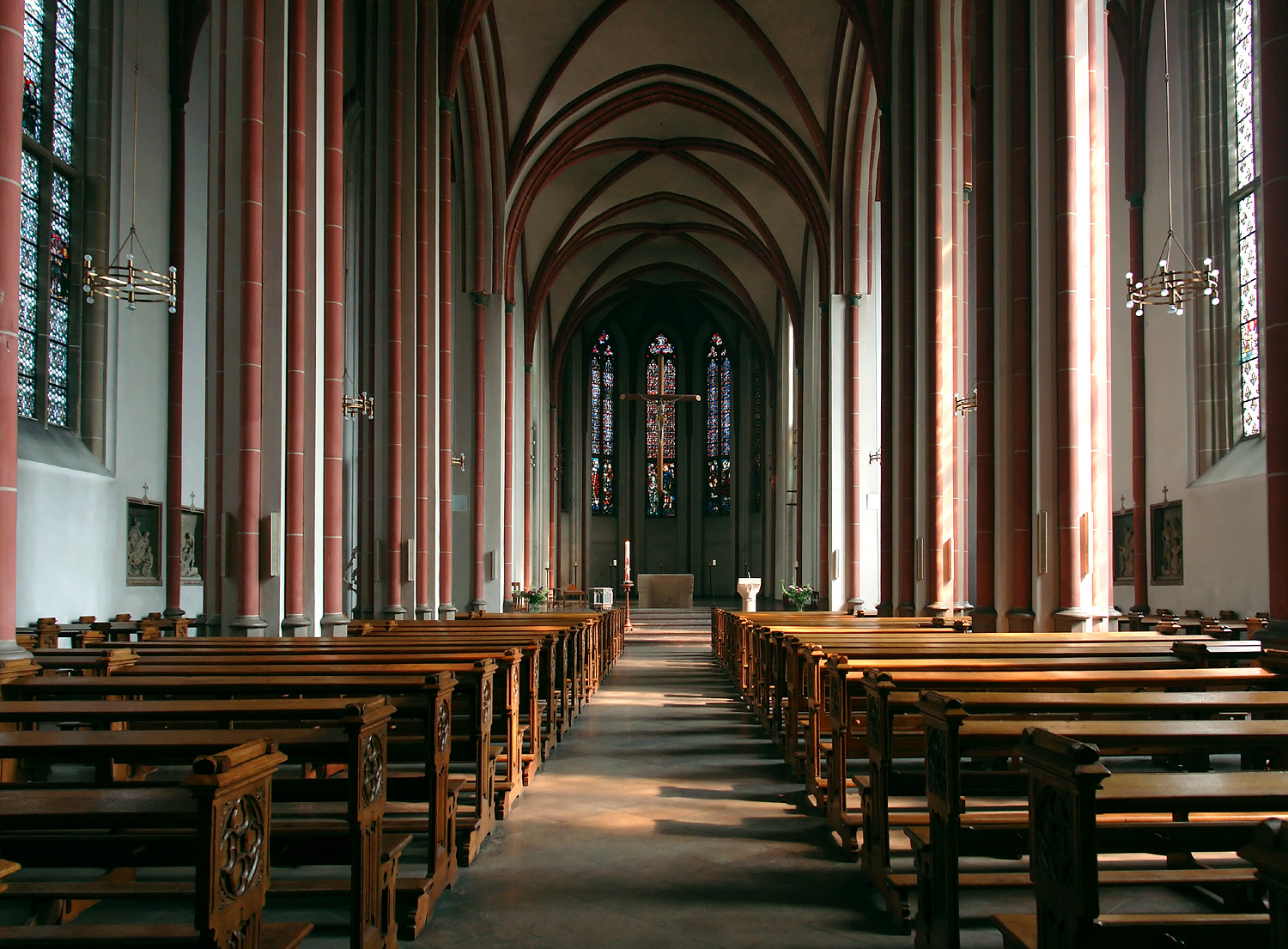
Wnętrze kościoła

## Kościół katolicki w Bremie
- Na terenie Bremy znajdują się 3 rzymskokatolickie dekanaty:

1. Dekanat Bremen. Obejmuje obszar miasta Bremy na południe od Lesum. 
2. Dekanat Bremen-Nord. Obejmuje parafie na północ od Lesum oraz kilka sąsiednich parafii landu Dolna Saksonia. 
3. Dekanat Bremerhaven. Obejmuje miasto Bremerhaven oraz teren podmiejski ciągnący się do Cuxhaven. 
- Dekanat Bremy należy do diecezji osnabrückiej, natomiast dekanaty Bremen-Nord i Bremerhaven do diecezji w Hildesheim.
- Diecezje w Osnabrück i Hildesheim tworzą natomiast z archidiecezją hamburską północnoniemiecką prowincję kościelną.
- W lipcu 2008 w dekanatach Bremen i Bremen-Nord spośród 547769 mieszkańców  62409 stanowili katolicy, co stanowi 11,39% ludności Bremy. Dla porównania ewangelicy stanowią 234738. Łącznie katolicy i ewangelicy stanowią 54,24% ludności Bremy.
- Katolicy w Bremie wywodzą się spośród 121 narodowości.

Na terenie miasta Bremy znajduje się 5 katolickich parafii względnie tzw. pastoratów.